# Alief (estado mental)
Em filosofia e psicologia, um alief é uma atitude automática ou habitual parecida com uma crença, especialmente uma que está em tensão com as crenças explícitas de uma pessoa.
Por exemplo, uma pessoa que está em uma sacada transparente pode acreditar que está segura, mas aliever que está em perigo. Alguém assistindo a um filme triste pode acreditar que os personagens são completamente fictícios, mas seus aliefs podem levá-lo a chorar mesmo assim. Uma pessoa que hesita em comer um doce em formato de fezes ou que mostra relutância em beber de um urinol esterilizado pode acreditar que as substâncias são seguras para consumir, mas aliever que não são.
O termo alief foi introduzido por Tamar Gendler, professora de filosofia e ciências cognitivas na Universidade de Yale, em uma série de artigos influentes publicados em 2008. Desde a publicação desses artigos, a noção de alief tem sido utilizada por Gendler e outros, incluindo Paul Bloom e Daniel Dennett, para explicar uma variedade de fenômenos psicológicos além dos listados acima, incluindo o prazer de histórias, a persistência de ilusões positivas, certas crença religiosas, e certos distúrbios psiquiátricos, como fobias e transtorno obsessivo-compulsivo.

## links externos
- Página pessoal de Tamar Szabó Gendler
- Bloggingheads.tv: Paul Bloom e Tamar Szabo Gendler, Percontations: Beliefs, Aliefs, and Daydreams (31 de maio de 2009)